# Чеви Чејс Хајст (Пенсилванија)
Чеви Чејс Хајст (енгл. Chevy Chase Heights) насељено је место без административног статуса у америчкој савезној држави Пенсилванија.

## Демографија
По попису из 2010. године број становника је 1.502, што је 9 (-0,6%) становника мање него 2000. године.
| Група             | 2000.         | 2010.         |
| Белци             | 1.340 (88,7%) | 1.298 (86,4%) |
| Афроамериканци    | 126 (8,3%)    | 135 (9,0%)    |
| Азијати           | 17 (1,1%)     | 7 (0,5%)      |
| Хиспаноамериканци | 5 (0,3%)      | 11 (0,7%)     |
| Укупно            | 1.511         | 1.502         |